# 67P/Чурюмов-Герасименко
Кометата 67P/Чурюмов – Герасименко (англ. 67P/Churyumov–Gerasimenko) е късопериодична комета, чийто орбитален период около Слънцето е 6 години и 7 месеца. Произхожда първоначално от Пояса на Кайпер. Движи се със скорост 135 000 km/h или 38 km/s.

## Откриване
Кометата Чурюмов – Герасименко е открита на 23 октомври 1969 година от съветския астроном Клим Чурюмов в Киев, на снимките на друга комета – 32P/Комас Сола, направени от Светлана Герасименко през септември същата година в обсерваторията „Каменско плато“ в Алмати (Алма-Ата, Казахстан). При изучаването на серията снимки става ясно, че новият обект се движи по своя собствена траектория и не е фрагмент от кометата Комас Сола. Индексът 67P означава, че това е 67-ата открита късопериодична комета (т.е. с орбитален период около Слънцето по-кратък от 200 години).

## Изследване
Ядрото на кометата постоянно се изучава от космическия апарат Розета, изпратен от EКА, който обикаля по орбита около кометата. През 2014 г. от Розета към кометата е изпратен спускаемият апарат Филе, който каца на кометата на 12 ноември 2014 г. Това е първото кацане на изкуствен апарат върху комета в историята на човечеството. Той изследва и химическия състав, като са открити и 16 органични съединения.

## Характеристики
Ядрото на кометата е с неправилна форма, с две изпъкнали части от двете страни. По-големият фрагмент има приблизителни размери 4,1×3,2×1,3 km, а по-малкият – 2,5×2,5×2 km. Обемът е около 25 km3. Според последни оценки масата на кометата е 1013 kg (10 милиарда тона), с погрешност 10 %. Периодът на въртене около оста си е 12 часа и 24 минути. Плътността е ниска – 0,4 – 0,5 g/cm3. Поради малките си размери и ниската гравитация, втората космическа скорост на кометата също е много ниска – едва 1 m/s.

## Орбита
Установено е, че до 1958 г. кометата се е движила по по-различна орбита, като дотогава перихелият е бил 2,7 AU. Под действие на гравитационното поле на Юпитер орбитата се променя и сега има параметри: афелий 5,68 а.е. и перихелий 1,24 а.е. Последното преминаване през перихелий е било на 13 август 2015 г. и сега се отдалечава от Слънцето.